# Ein starkes Team
Ein starkes Team ist eine Kriminalfilm-Reihe, die seit März 1994 vom ZDF – mit bisher 99 ausgestrahlten Folgen –  produziert wird. Florian Martens agiert seither als ostdeutscher Kriminalhauptkommissar Otto Garber in der männlichen Hauptrolle, seine Spielpartnerin war bis zu deren Tod Anfang 2016 Maja Maranow in der Rolle der westdeutschen Kriminalhauptkommissarin Verena Berthold. 2016 übernahm Stefanie Stappenbeck als Kriminalhauptkommissarin Linett Wachow die Rolle als Partnerin an Martens’ Seite. Jährlich werden etwa drei neue Folgen an jeweils einem Samstagabend zur Prime-Time gezeigt.
Die Regie führten bisher unter anderem Konrad Sabrautzky, Peter F. Bringmann, Johannes Grieser, Maris Pfeiffer, Thorsten Näter, Roland Suso Richter, Martin Kinkel und Ulrich Zrenner. Die Drehbücher schrieben Leo P. Ard, Birgit Grosz, Eva und Volker A. Zahn sowie Axel Hildebrand.

## Hintergrundinformationen
1993 wurde vom ZDF eine Krimikomödie mit Maja Maranow in der Hauptrolle geplant, für die allerdings noch die männliche Hauptrolle besetzt werden musste. Bei der Eröffnungsfeier der Kneipe des Schauspielers André Hennicke war unter den Gästen auch Florian Martens. Während der Feier kam er mit dem Regisseur Konrad Sabrautzky, der für die Krimikomödie Gemischtes Doppel verantwortlich war, ins Gespräch. Erst am nächsten Tag wurde Martens klar, warum die ebenfalls anwesende Maja Maranow immer wieder zu ihm hinübergeschaut hatte. Er erhielt nämlich einen Anruf seiner Agentin, die ihm mitteilte, dass er die Rolle an Maja Maranows Seite in der neuen ZDF-Reihe Ein starkes Team bekäme, da er Sabrautzky und Maranow positiv aufgefallen sei.
Nachdem der als Montagsfilm gesendete Pilotfilm Gemischtes Doppel im März 1994 einen hohen Zuschauerzuspruch hatte, wurden mit den beiden Hauptdarstellern Maja Maranow und Florian Martens als Kriminalkommissare Verena Berthold und Otto Garber weitere Fälle abgedreht und die Reihe kam unter dem Titel Ein starkes Team auf den Sendeplatz des Samstagskrimis. Ebenfalls seit dem ersten Fall ist Jaecki Schwarz in der Rolle des ehemaligen Polizisten Sputnik dabei. Seit dem sechsten Fall, der 1997 erstmals gesendet wurde, spielt Arnfried Lerche durchgehend den Kriminalrat Lothar Reddemann, den Vorgesetzten der beiden Kommissare.
In Folge 56, Die Frau des Freundes, setzte Maja Maranow alias Verena Berthold einmalig aus, weil sie Anfang 2013 eine längere USA-Reise machte, die mit den Dreharbeiten kollidierte, sodass sie deshalb nach Drehbuch eine Weiterbildung besuchte. Otto Garber musste infolgedessen gemeinsam mit der ihm bereits aus früherer Zeit bekannten Kommissarin Katharina Dammers (Ulrike Krumbiegel) ermitteln.
Im Sommer 2015 gab Maja Maranow ihren Ausstieg aus der Reihe bekannt. Sie starb am 4. Januar 2016 im Alter von 54 Jahren, wenige Tage, bevor die letzte Folge mit ihr als Kommissarin Berthold, Geplatzte Träume, ausgestrahlt wurde. Als ihre Nachfolgerin stand schon vor ihrem Tod Stefanie Stappenbeck als Kommissarin Linett Wachow fest.
Ebenfalls verlassen haben die Reihe Karin Baal bzw. Irm Hermann als SEK-Leiterin Daniela Heitberg (in Folge 5), Leonard Lansink als Kriminalhauptkommissar Georg Scholz (in Folge 29), Tayfun Bademsoy als Kriminalhauptkommissar Yüksel Yüsgüler (Serientod in Folge 43) und Robert Seethaler als Rechtsmediziner Dr. Armin Kneissler. In der 70. Folge Treibjagd nahm Kai Lentrodt als Kriminaloberkommissar und IT-Spezialist Benedikt „Ben“ Kolberg nach zwölf Jahren auf eigenen Wunsch seinen Abschied. In der Episode startete er mit dem Segelschiff zu einer Weltumrundung. In der 89. Folge Die letzte Reise kehrt Ben noch einmal nach Berlin zurück und ermittelt dabei außer Dienst verdeckt gegen einen kolumbianischen Drogenklan. Während er seine ehemaligen Kollegen Otto und Linett über seine Ermittlungen informiert, wird er von seiner Lebensgefährtin Alicia Schröder erschossen. Von Folge 72 bis 97 hatte Matthi Faust unter dem Rollennamen Sebastian Klöckner die vakante Position des Kriminaloberkommissars übernommen. In Folge 99 Fast perfekte Morde teilt Reddemann dem Team mit, dass Klöckner nicht von seiner Fortbildung zurückkehren, sondern eine Abteilungsleiterstelle beim BKA in Wiesbaden übernehmen werde. Bereits seit der 98. Folge Der tote Mörder spielt Lucas Reiber seinen Nachfolger Nils Makowski, der zunächst von der IT-Abteilung ausgeliehen worden war.

## Das Team

### Otto Garber
Otto Garber war zu DDR-Zeiten bei der Volkspolizei in Ost-Berlin, wurde nach der Wende als Kriminalkommissar übernommen und arbeitet nun bei einer Sondereinheit der Berliner Kriminalpolizei. Der grummelige Berliner ist geschieden und trifft 1994 erstmals auf seine neue westdeutsche Kollegin Verena Berthold, mit der es aufgrund der unterschiedlichen Herkunft und Arbeitsweise in den ersten Jahren häufig zu Konflikten kommt. Otto Garber trägt sehr häufig eine Strickmütze.

### Verena Berthold, bis 2016
Verena Berthold stammt aus dem West-Berliner Stadtteil Zehlendorf und erhält 1994 den ehemaligen Volkspolizisten Otto Garber als Partner, mit dem sie zunächst nicht gut zusammenarbeiten kann. Ursprünglich hat die Tochter eines Richters Jura studiert und findet erst nach dem Drogentod eines Verwandten zur Polizei. 2016 wandert sie nach Australien aus.

### Linett Wachow, seit 2016
Linett Wachow wurde 2016 aus Schwerin nach Berlin versetzt und tritt die Nachfolge von Verena Berthold an. Wie Otto Garber stammt sie aus der DDR, was die beiden zwar miteinander verbindet, aber im weiteren Verlauf keine wesentliche Rolle spielt.

### Sputnik
Ein Running Gag der Krimireihe ist seit Beginn Ottos ehemaliger Volkspolizei-Kollege Sputnik (Jaecki Schwarz), der in jeder Folge eine neue Tätigkeit ausübt und dem „starken Team“ mit Schnaps, ironischen Bemerkungen oder wenn nötig auch mit Rat und Tat zur Seite steht. Sputnik war u. a. Betreiber von Currywurstbuden, Inhaber einer Sushi-Bar, Pächter der Polizeikantine, Organisator von Touristenkneipentouren, Wirt einer „Ostalgie“-Eckkneipe, Koch eines französischen Gourmet-Tempels, Inhaber einer Minigolf-Anlage, Schuldnerberater, Partnervermittler, Betreiber einer Kettcar-Bahn, Honorar-Grabredner.

### Lothar Reddemann, seit 1997
Kriminalrat Lothar Reddemann ist seit dem im September 1997 erstausgestrahlten Fall Mordlust der Vorgesetzte des „starken Teams“. Reddemann legt hohen Wert auf eine konventionelle Polizeiarbeit und erteilt jedem eine Rüge, der unkonventionelle Wege geht. Seinen Kollegen erzählt er dauernd Witze, oftmals Flachwitze, auf die das Team selten reagiert. Er verhält sich zudem besonders jungen Frauen gegenüber auffallend freundlich und geht im Laufe der Jahre mit Tatverdächtigen, Zeugen und Kollegen privat aus, indem er unter anderem fragt, ob sie etwas gemeinsam mit ihm essen möchten. In Folge 52, Eine Tote zuviel, erfüllt er einer wichtigen Zeugin Tatjana Pavlowa den Wunsch nach einer Aufenthaltsgenehmigung, indem er sie spontan heiratet.

## Besetzung

### Hauptdarsteller

#### Aktuell

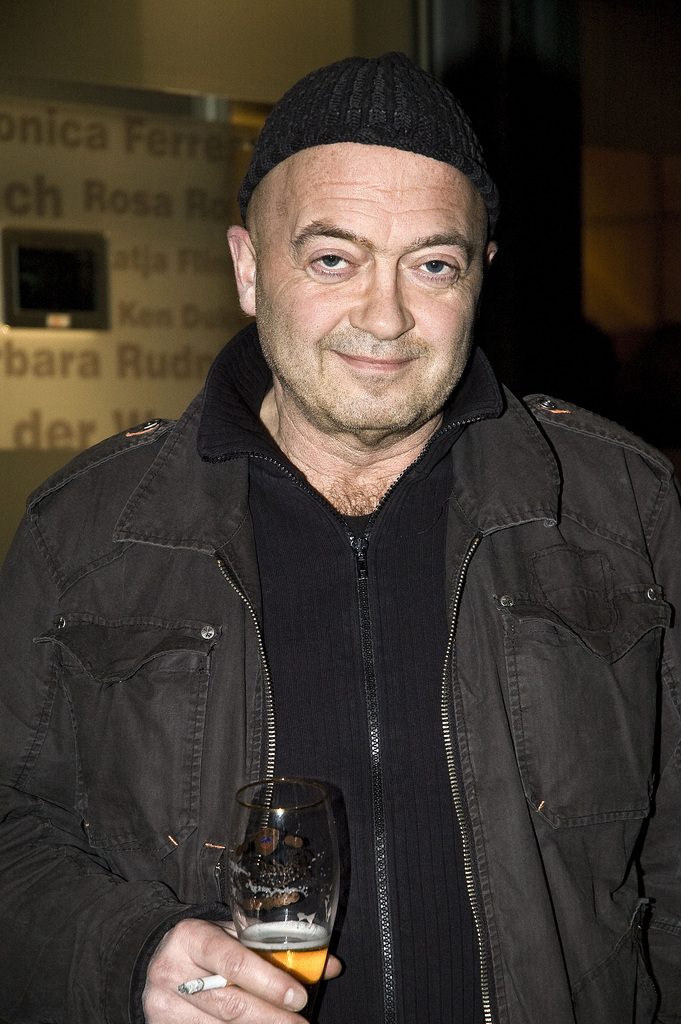
Florian Martens
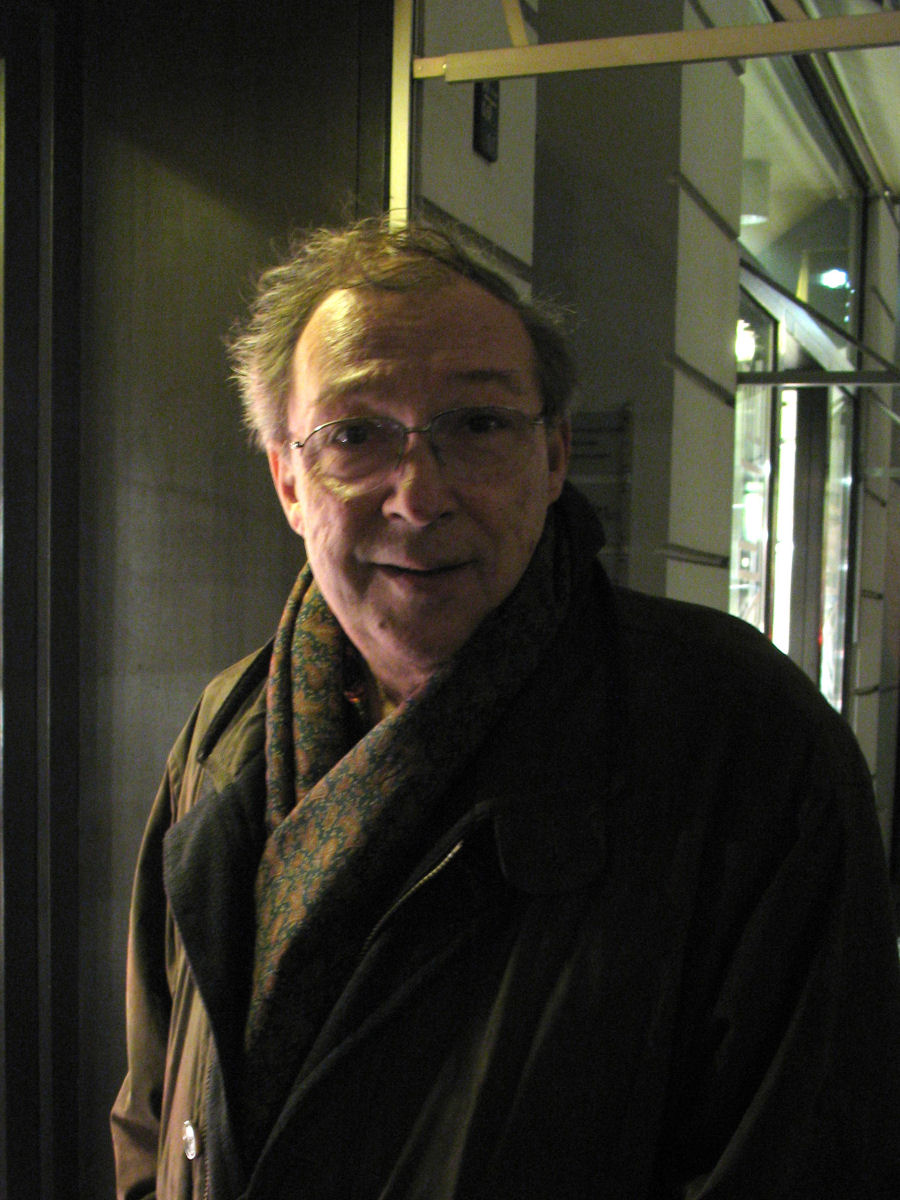
Jaecki Schwarz
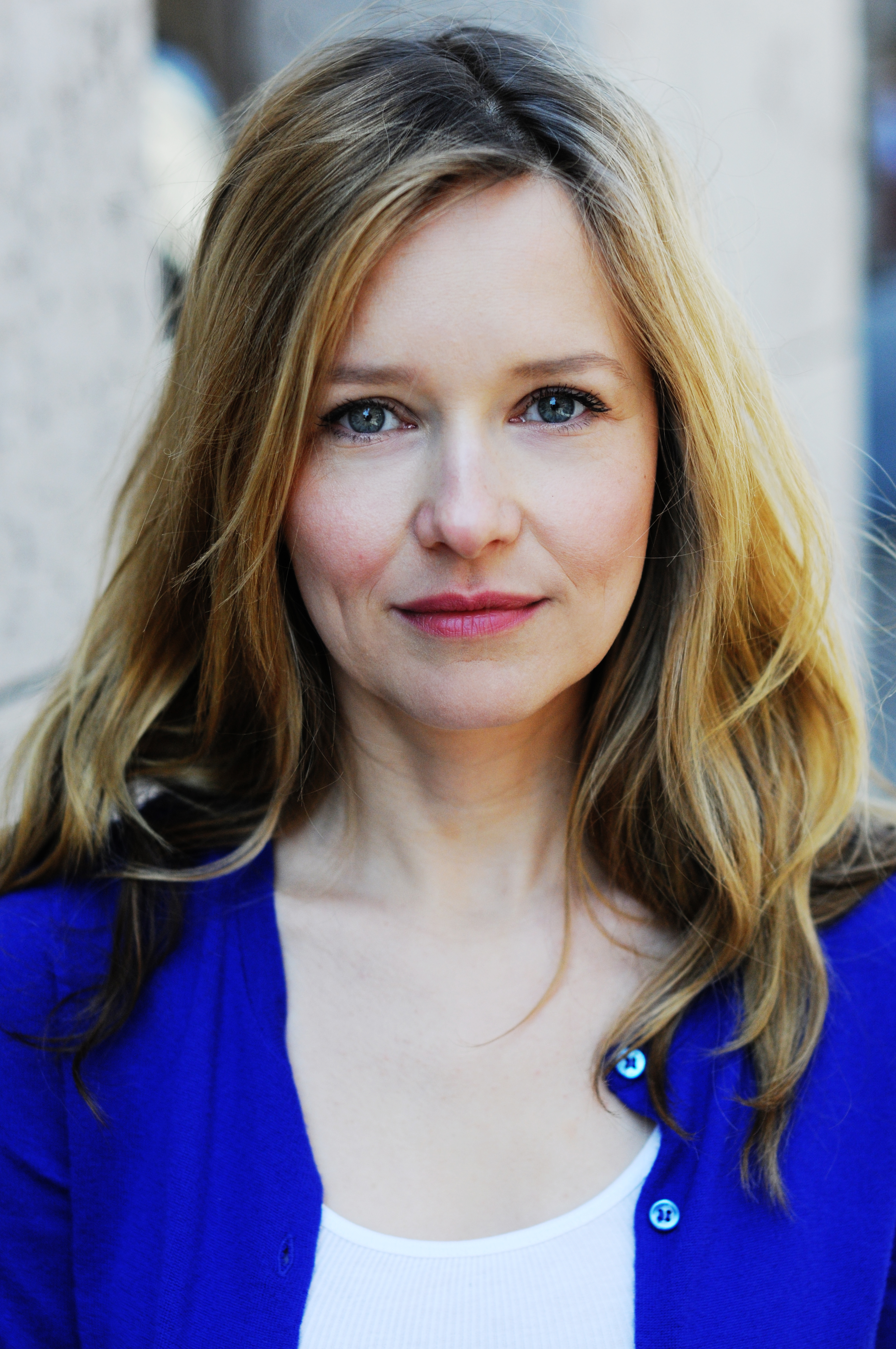
Stefanie Stappenbeck
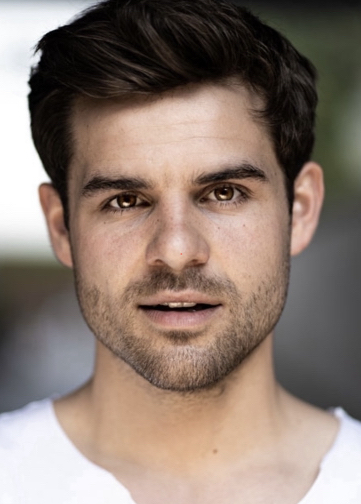
Lucas Reiber

| Schauspieler         | Rollenname           | Dienstgrad                           | Besonderheiten/Anmerkungen                                                                                 | Episoden | Zeitraum  |
| -------------------- | -------------------- | ------------------------------------ | --- | -------- | --------- |
| Florian Martens      | Otto Garber          | Kriminalhauptkommissar               | trägt stets eine schwarze Mütze; geht regelmäßig mit Dr. Gabriele Simkeit aus                              | 1–       | seit 1994 |
| Jaecki Schwarz       | Sputnik              | ehemaliger Volkspolizist             | tritt mit verschiedenen Geschäftsideen als Running Gag auf, unterstützt die Ermittlungsarbeiten            | 1–       | seit 1994 |
| Arnfried Lerche      | Lothar Reddemann     | Kriminalrat                          | Nachfolger von Daniela Heitberg, Chef des „starken Teams“, macht gerne Flachwitze, ihm ist Vieles peinlich | 6–       | seit 1997 |
| Stefanie Stappenbeck | Linett Wachow        | Kriminalhauptkommissarin             | Nachfolgerin von Verena Berthold, wird von der Ostsee nach Berlin versetzt, befreundet mit Otto Garber     | 65–      | seit 2016 |
| Eva Sixt             | Dr. Gabriele Simkeit | Rechtsmedizinerin                    | Nachfolgerin von Dr. Armin Kneissler, hat trockenen Humor, geht regelmäßig mit Otto Garber aus             | 76–      | seit 2018 |
| Lucas Reiber         | Nils Makowski        | Kriminaloberkommissar, IT-Spezialist | Nachfolger von Sebastian Klöckner, ist passionierter Fahrradfahrer, nimmt sein Fahrrad mit auf das Revier  | 98–      | seit 2025 |

#### Ehemalig
| Schauspieler            | Rollenname               | Dienstgrad                           | Besonderheiten/Anmerkungen                                                                         | Episoden       | Zeitraum        | Ausstiegsgrund                                                         |
| ----------------------- | ------------------------ | ------------------------------------ | -------------------------------------------------------------------------------------------------- | -------------- | --------------- | ---------------------------------------------------------------------- |
| Maja Maranow            | Verena Berthold          | Kriminalhauptkommissarin             | kommt aus Berlin-Zehlendorf, brach ihr Jura-Studium ab, um Kommissarin zu werden                   | 1–64, außer 56 | 1994–2016       | wandert nach Australien aus                                            |
| Tayfun Bademsoy         | Yüksel Yüsgüler †        | Kriminalhauptkommissar               | kommt aus der Türkei                                                                               | 1–43           | 1994–2009       | wird in Folge 43 erschossen                                            |
| Leonard Lansink         | Georg Scholz             | Kriminaloberkommissar, IT-Spezialist | arbeitet unkonventionell, begegnet seinem Gegenüber nassforsch                                     | 1–29           | 1994–2005       | quittiert den Dienst                                                   |
| Karin Baal, Irm Hermann | Daniela Heitberg         | SEK-Leiterin                         | arbeitet genau nach Dienstvorschrift                                                               | 1–5            | 1994–1996       | quittiert den Dienst                                                   |
| Maximilian Wigger       | Axel                     | Kriminalhauptkommissar               | ist zynisch veranlagt                                                                              | 1–12           | 1994–1999       | quittiert den Dienst                                                   |
| Robert Seethaler        | Dr. Armin Kneissler      | Rechtsmediziner                      | ist zynisch veranlagt, flirtet mit Verena Berthold                                                 | 25–66          | 2003–2016       | quittiert den Dienst, wird allerdings in Folge 70 mehrfach erwähnt     |
| Kai Lentrodt            | Benedikt ‚Ben‘ Kolberg † | Kriminaloberkommissar, IT-Spezialist | Nachfolger von Georg Scholz, macht gerne Witze, ist sarkastisch, mit Alicia Schröder liiert        | 30–70, 89      | 2005–2017, 2022 | wird in Folge 89 von seiner Lebensgefährtin Alicia Schröder erschossen |
| Matthi Faust            | Sebastian Klöckner       | Kriminaloberkommissar, IT-Spezialist | Nachfolger von Benedikt ‚Ben‘ Kolberg, seine Mutter ist an Krebs erkrankt, Ex-Freund von Anna Vogt | 71–97          | 2017–2024       | geht als Abteilungsleiter zum BKA in Wiesbaden                         |

## Gastdarsteller
Im Laufe der Jahre gastierten in der Reihe viele bekannte Darsteller des deutschsprachigen Films, so unter anderem Uwe Ochsenknecht, Heino Ferch, Edgar Selge, Tilo Prückner, Hans Peter Hallwachs, Ingo Naujoks, Eleonore Weisgerber, Armin Rohde oder Saskia Vester. Einige von ihnen übernahmen sogar wiederholt Gastrollen, wie Walter Kreye, Heikko Deutschmann, Jürgen Tarrach, Michael Mendl, Isabell Gerschke, Annika Blendl, Katja Flint, Ann-Kathrin Kramer, Andreas Schmidt-Schaller, Wotan Wilke Möhring oder Johanna Gastdorf.

### Zwei Gastauftritte
- Jörg Schüttauf
- Katja Flint
- Merab Ninidze
- Dennenesch Zoudé
- Jürgen Tarrach
- Wolfgang M. Bauer
- Mark Zak
- Florian Fitz
- Martin Lindow
- Matthias Koeberlin
- Janek Rieke
- Inga Busch
- Max Herbrechter
- Julia Jäger
- Justus von Dohnányi
- Melika Foroutan
- Johanna Gastdorf
- Kai Scheve
- Andreas Pietschmann
- Bernd Stegemann
- Barbara Schöne
- Enno Hesse
- Gesine Cukrowski
- Alexander Radszun
- Jockel Tschiersch
- Michelle Barthel
- Yevgeni Sitokhin
- Nina Kronjäger
- Rolf Kanies
- Stephan Grossmann
- Sebastian Hülk
- Alexander Finkenwirth
- Thomas Lawinky
- Nils Düwell
- Julia Richter
- Simon Licht
- Karl Schulz
- Juta Vanaga
- Karin Düwel
- Tim Wilde
- Lisa Martinek
- Pierre Besson
- Florian Lukas
- Julia Dietze
- Peter Davor
- Hans Peter Hallwachs
- Petra Kelling
- Oliver Stritzel
- Cornelia Schmaus
- Katrin Pollitt
- Bernhard Schir
- Wotan Wilke Möhring
- Wladimir Tarasjanz
- Katharina Nesytowa
- Marleen Lohse
- Gerdy Zint
- Mariella Ahrens
- Hans-Heinrich Hardt
- Jan Henrik Stahlberg
- Alexandra Finder
- Isabel Schosnig
- Anne-Sophie Briest
- Anne Kanis
- David Rott
- Rüdiger Kuhlbrodt
- Rudolf Krause
- Julischka Eichel
- Edita Malovcic
- Aljoscha Stadelmann
- Karin Hanczewski
- Levi Eisenblätter

### Drei und mehr Gastauftritte
| Schauspieler             | Episoden       |
| ------------------------ | -------------- |
| Dagmar Biener            | 1, 15, 27, 37  |
| Ann-Kathrin Kramer       | 17, 57, 63     |
| Birge Schade             | 29, 61, 83     |
| Walter Kreye             | 14, 20, 38     |
| Tobias Oertel            | 35, 64, 74, 92 |
| Oliver Bröcker           | 36, 57, 77     |
| Gesine Cukrowski         | 49, 63, 83     |
| Minh-Khai Phan-Thi       | 35, 63, 90     |
| Horst Krause             | 5, 13, 18      |
| Michael Mendl            | 29, 48, 63     |
| Annika Blendl            | 41, 53, 81     |
| Harald Schrott           | 23, 53, 82     |
| Traugott Buhre           | 1, 2, 5        |
| André Hennicke           | 1, 53, 86      |
| Thomas Lawinky           | 9, 64, 86      |
| Götz Schubert            | 6, 39, 56      |
| Heikko Deutschmann       | 14, 50, 88     |
| Kai Maertens             | 2, 4, 5        |
| Valerie Koch             | 52, 56, 98     |
| Victor Schefé            | 1, 3, 46       |
| Dirk Borchardt           | 48, 59, 69     |
| Isabell Gerschke         | 25, 51, 64     |
| Thorsten Merten          | 34, 49, 64     |
| Andreas Schmidt-Schaller | 1, 17, 36      |

## Rezeption
Harald Keller bemerkte 2017 in der Frankfurter Rundschau, dass die Besonderheiten der Serie im Laufe der 23 Jahre zunehmend in den Hintergrund getreten seien. Zu Beginn verfügten die Hauptrollen über „sorgfältig ausgearbeitete, kontrastierende Biografien, mit einer schrittweisen Annäherung des ruppigen Ex-DDR-Polizisten Garber und der westdeutschen Intellektuellen Berthold“. Von diesen Besonderheiten wüssten heute nur noch Zuschauer, „die die Reihe seit Jahren begleitet haben. Schaut man die jüngeren Folgen ohne Vorwissen, erlebt man sympathische, aber geschichtslose Figuren in routiniert, aber uninspiriert angerichteten Allerweltskrimis.“

## DVD-Veröffentlichungen
| Erscheinungstermin | DVD-Titel                  | Vertrieb                   | Folgen            |
| ------------------ | -------------------------- | -------------------------- | ----------------- |
| 10. Sep. 2010      | Ein starkes Team, Volume 1 | Universum Film GmbH        | 10, 12, 16 und 17 |
| 18. Feb. 2011      | Ein starkes Team, Volume 2 | Universum Film GmbH        | 18, 20, 22 und 24 |
| 06. Mai 2011       | Ein starkes Team, Volume 3 | Universum Film GmbH        | 25, 27, 28 und 29 |
| 21. Juni 2019      | Ein starkes Team, Box 12   | Studio Hamburg Enterprises | 71 bis 76         |
| 26. Juli 2019      | Ein starkes Team, Box 11   | Studio Hamburg Enterprises | 65 bis 70         |
| 27. Sep. 2019      | Ein starkes Team, Box 1    | Studio Hamburg Enterprises | 1 bis 8           |
| 25. Okt. 2019      | Ein starkes Team, Box 2    | Studio Hamburg Enterprises | 9 bis 16          |
| 13. Dez. 2019      | Ein starkes Team, Box 9    | Studio Hamburg Enterprises | 53 bis 58         |
| 21. Feb. 2020      | Ein starkes Team, Box 8    | Studio Hamburg Enterprises | 47 bis 52         |
| 27. Mär. 2020      | Ein starkes Team, Box 3    | Studio Hamburg Enterprises | 17 bis 22         |
| 12. Juni 2020      | Ein starkes Team, Box 4    | Studio Hamburg Enterprises | 23 bis 28         |
| 31. Juli 2020      | Ein starkes Team, Box 5    | Studio Hamburg Enterprises | 29 bis 34         |
| 25. Sep. 2020      | Ein starkes Team, Box 6    | Studio Hamburg Enterprises | 35 bis 40         |
| 12. Feb. 2021      | Ein starkes Team, Box 7    | Studio Hamburg Enterprises | 41 bis 46         |
| 30. Apr. 2021      | Ein starkes Team, Box 13   | Studio Hamburg Enterprises | 77 bis 82         |
| 09. Juli 2021      | Ein starkes Team, Box 10   | Studio Hamburg Enterprises | 59 bis 64         |
| 06. Mai 2022       | Ein starkes Team, Box 14   | Studio Hamburg Enterprises | 83 bis 88         |
| 05. April 2024     | Ein starkes Team, Box 15   | Studio Hamburg Enterprises | 89 bis 94         |